# Поперечний переріз реакції
Поперечний переріз (перетин) реакції — кількісна характеристика ймовірності реакції, відношення числа актів реакції, що відбуваються за одиницю часу, до густини потоку частинок.
Позначається зазвичай літерою {\displaystyle \sigma }. Вимірюється в одиницях площі. Зважаючи на малі значення, характерні для перерізів ядерних реакцій, найзручнішою одиницею вимірювання перерізу реакції є барн.
Переріз реакції залежить від енергії, а, отже, швидкості, частинок, які налітають на мішень. Диференціальний переріз реакції — характеризує ймовірність реакції для частинок із енергією в межах E і E + dE.